# دريزنا

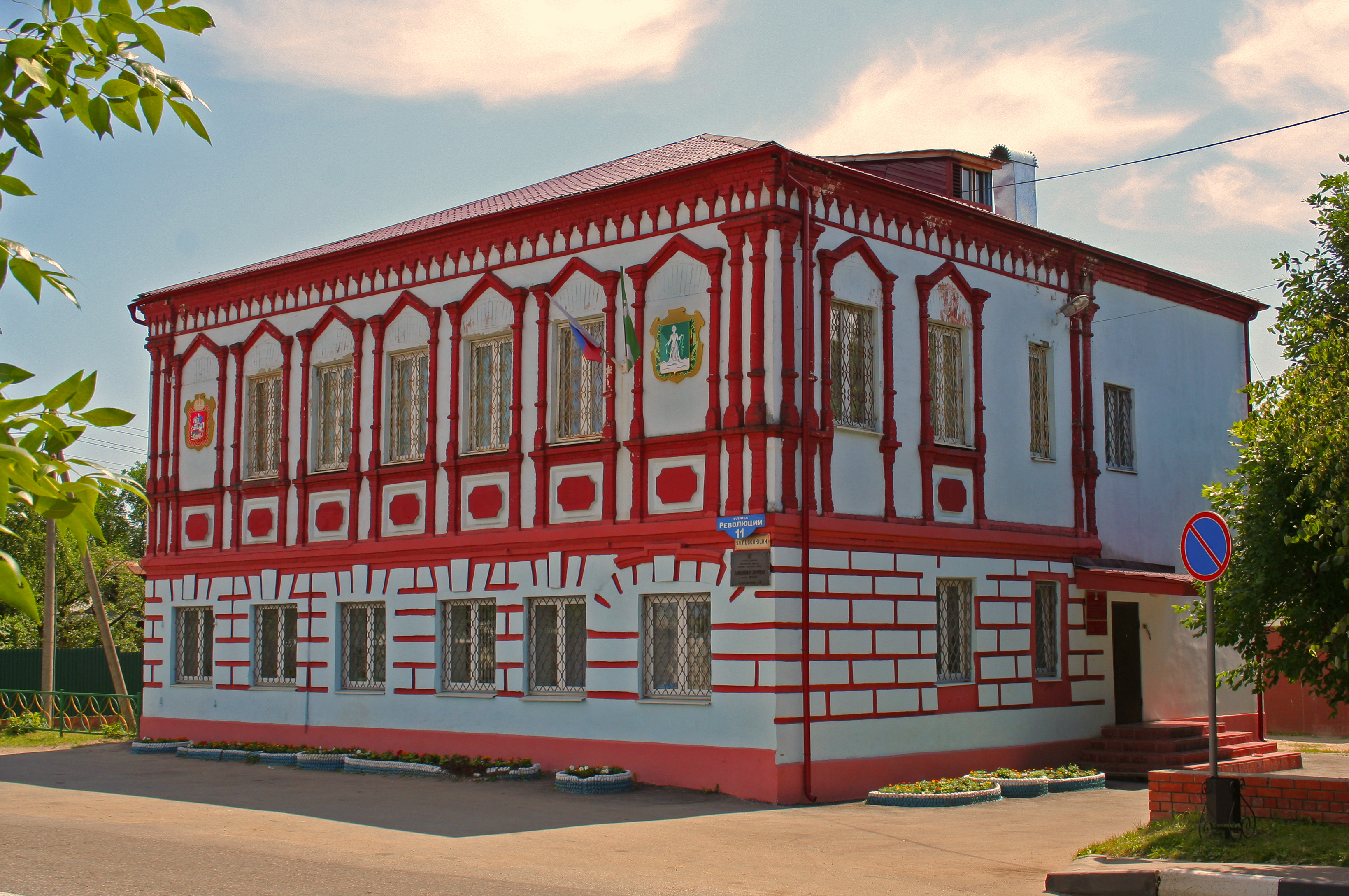

دريزنا (بالروسية: Дрезна) هي إحدى مدن روسيا في الكيان الفدرالي الروسي موسكو أوبلاست. تقع على نهر دريزنا (أحد روافد كليازما). تبلغ مساحتها 2 كم مربع و يبلغ عدد سكانها 11500 نسمة.

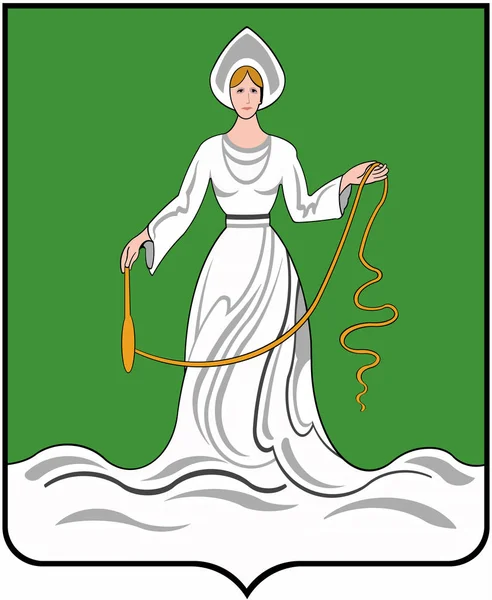
علم دريزنا

منحت دريزنا صفة مدينة عام 1940.